# Joaquim Veà i Baró
Joaquim Veà i Baró (barri de Sant Andreu del Palomar, Barcelona, 11 d'octubre de 1958 - Barcelona, 23 de febrer de 2016), va ser un científic primatòleg català.
Havia estat deixeble de Jordi Sabater i Pi, va ser professor de psicobiologia de la Universitat de Barcelona i director del Centre Especial de Recerca de Primats de la mateixa universitat. La seva recerca a la selva del Zaire i de Veracruz es va centrar en les relacions entre el medi ambient i el comportament dels primats no humans en la naturalesa, i els canvis produïts en aquestes relacions a causa de l'activitat humana.
Va morir a Barcelona el 23 de febrer de 2016, dos anys després que se li detectés un càncer.

## Activitat professional
Joaquim Veà va obtenir la seva llicenciatura en psicologia per la universitat de Barcelona l'any 1983, i tres anys més tard, el 1986, va obtenir el seu doctorat amb una tesi sobre la conducta animal, anomenada Modelos funcionales en la conducta animal: simulación de un sistema motivacional.
Abans i tot de la seva llicenciatura va publicar Cociente intelectual y diferencias individuales (1982), i, des del 1983, comença a interessar-se pels temes relatius a la conducta animal, un aspecte sobre el qual desenvoluparia la seva tesi doctoral després de publicar Procesos cognitivos en la conducta animal: una aplicación psicolingüística (1983) i Conducta simbólica en la rata blanca: simulación del aprendizaje de palabras (1986), uns treballs que analitzen les possibilitats de traslladar als humans els resultats dels experiments conductuals en espècies animals inferiors.
Va ser un estret col·laborador i deixeble del doctor Jordi Sabater i Pi, descobridor de Floquet de Neu, amb qui va compartir treballs d'investigació sobre els bonobos o ximpanzés pigmeus a la selva de Zaire, l'any 1988. Uns treballs que s'emmarquen dins el període 1985-1996 en què va focalitzar la seva investigació en la variabilitat conductual i els processos d'adaptació. A més de les publicacions conjuntes amb Sabater Pi, d'aquest període destaquen diversos estudis sobre comportament dels primats, entre d'altres, Conducta instrumental del chimpancé (Pan Troglodytes) en su hábitat natural (1988), i Innovación y difusión de patrones de conducta en las sociedades de primates: el nacimiento de la cultura (1990). També va acompanyar Sabater i Pi quan aquest va ser president de l'Associació Espanyola de Primatologia, actuant com a vicepresident, l'any 1997.
El 1994 promou i estableix un conveni de cooperació entre la Universidad Agostinho Neto (d'Angola) i la Universitat de Barcelona finançat per la Agencia Española de Cooperación Internacional ICD/AC per l'estudi dels chimpancés. La guerra civil local va destruir tot el que ell hi va construir.
L'any 2000 va realitzar un projecte de reconeixement de la reserva de fauna de Conkovati (Congo-Brazzaville).

### Relació amb Veracruz

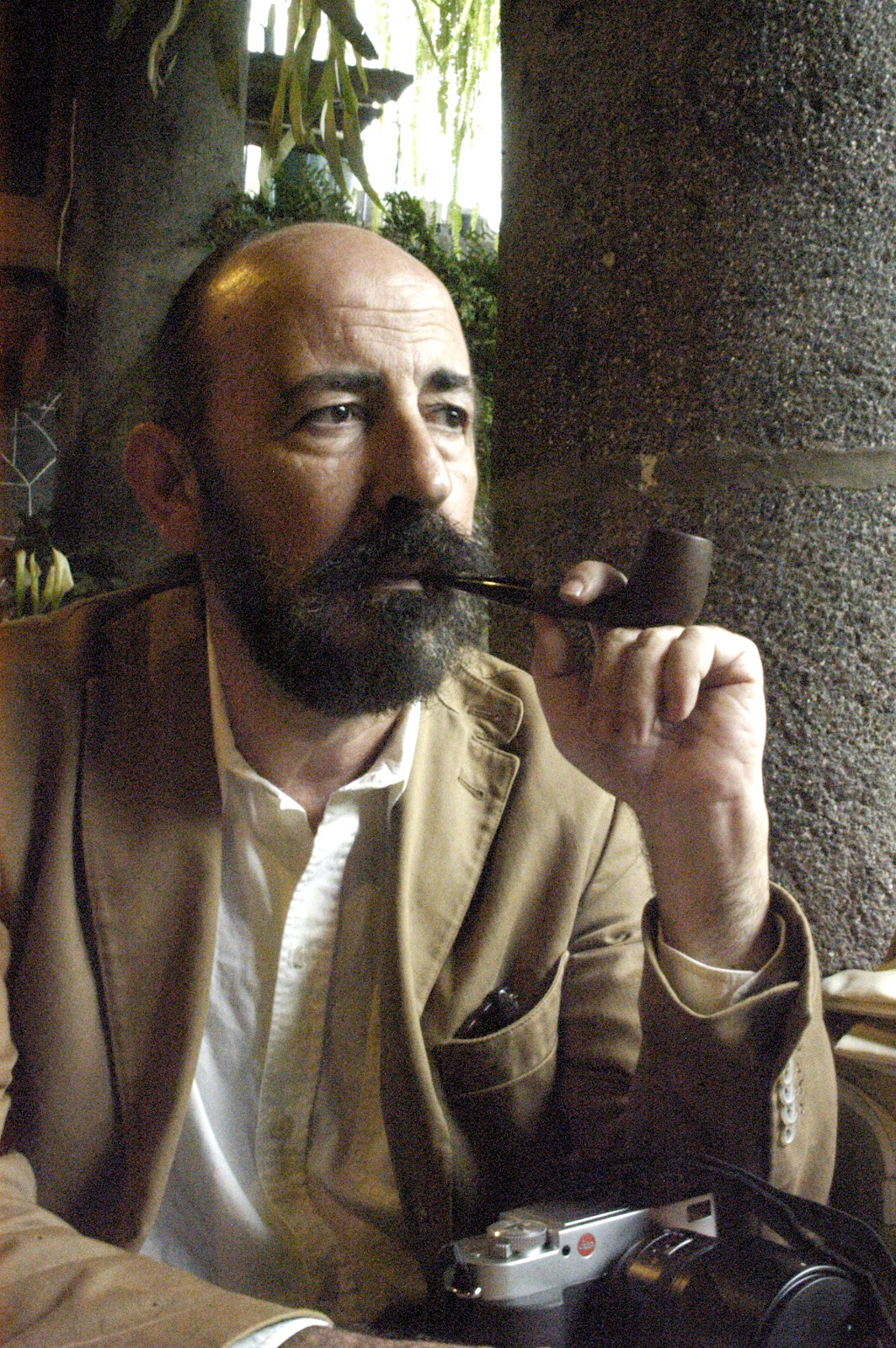
En una de les seves darreres estades a Veracruz

L'any 1997 va entrar en contacte amb la universitat Veracruzana amb la participació en un programa d'intercanvi de professors universitaris organitzat per l'Agència Espanyola de Cooperació Internacional que es va repetir el 1998 i 1999, on va conèixer Ernesto Rodríguez Luna amb qui ha seguit col·laborant.
Aquest primer contacte va permetre signar un conveni de col·laboració entre la facultat de Psicologia de la universitat de Barcelona i l'Institut de Neuroetologia de la Universitat Veracruzana, l'any 2000.
L'any 2001 va començar el seu contacte amb la selva de Los Tuxtlas a Veracruz, Mèxic. Considerada la selva més septentrional del planeta i declarada reserva de la biosfera per la UNESCO, per a Veà va suposar l'oportunitat d'aprofundir en els aspectes etològics ja iniciats amb Sabater i Pi.
Des del 2002 s'amplia la col·laboració institucional incorporant estudiants d'ambdues universitats en els treballs d'investigació a la selva. Aquesta activitat ha permès la participació d'una cinquantena d'estudiants en els primers 10 anys i s'ha concretat en una vintena de tesis sobre aspectes relacionats amb les colònies d'alouatta palliata estudiades in-situ, de les quals Joaquim Veà ha estat el director de tesi en la meitat d'elles.
L'any 2005 va començar a investigar sobre els efectes de l'aïllament en "fragments de selva", creades per la desforestació, en les poblacions d'alouatta. Aquesta espècie viu als arbres sense pràcticament baixar a terra i la fragmentació de la selva els provoca, de facto, la immobilització en un territori.
L'any 2006, la zona va ser declarada reserva de la biosfera si bé, en declaracions de Veà, "arribava quan només quedava un 10% del que havia estat".
L'any 2011 va realitzar una nova campanya a Los Tuxtlas, a la zona del volcà San Martín, en un treball conjunt entre la Universitat de Barcelona i la Universitat Veracruzana. L'equip, codirigit per Joaquim Veà i Ernesto Rodríguez Luna de la universitat mexicana, van investigar l'impacte de la fragmentació territorial en la conservació de l'alouatta palliata. Si bé l'espècie no està amenaçada a escala mundial, dins la selva de Veracruz s'ha detectat un retrocés de la població motiu pel qual es va iniciar aquest treball d'anàlisi col·laboratiu.
Un dels motius del retrocés era motivat per la competència de l'espai amb els humans. En aquest sentit, Veà declarava el 2011: "Cal planejar com van a conviure les poblacions humanes amb les polítiques de conservació d'aquest hàbitat. No es pot confiar en una explotació 'sostenible' dels recursos naturals, perquè quan una determinada activitat humana té èxit amb l'extracció de recursos, passa a practicar-se intensivament i trenca l'equilibri. Per aquest motiu, és indispensable involucrar la seva població humana en la conservació."
Per poder controlar les possibles migracions entre diferents espaïs aïllats de la selva, varen fer un seguiment genètic de les poblacions en col·laboració amb la universitat de Cambridge.
Els resultats dels estudis sobre la fragmentació de poblacions identificaven un increment de l'estrès, especialment entre les femelles, quan un mascle aliè al grup s'hi acostava a la zona, ja que sentien amenaçada la prole. També la limitació d'aliments en zones de superfície reduïda forçaven els individus a adaptar la seva alimentació amb un empobriment de la dieta. Veà destacava que "si bé aquesta situació mostrava fins a quin punt pot arribar la capacitat d'adaptació dels individus, en determinats casos, la subalimentació pot derivar en problemes de salut que farien inviable la població". Uns resultats traslladables als humans que "no sempre mengen tot el que haurien de menjar, com succeeix en països subdesenvolupats amb problemes de desnutrició, de raquitisme, de malalties diverses, però això no acaba directament amb la població, simplement provoca que canviïn les seves característiques".

### Centre Especial de Recerca de Primats
Des de l'any 1990 els grups de recerca de la universitat de Barcelona implicats en els temes de l'origen de l'espècie humana i del comportament dels primats treballen en col·laboració, una iniciativa única en l'àmbit internacional. Per primer cop, l'estudi de l'evolució i el comportament de l'espècie humana, com també d'altres primats, es fa amb equips de recerca conjunts provinents de diferents disciplines: Evolució dels Homínids i Altres Primats; HOMINID, Grup d'Orígens Humans, i Tecnologia Informàtica en Ciències del Comportament. Aquest conjunt constitueix el Centre Especial de Recerca de Primats (CERP), del qual Joaquim Veà n'era el director. És des d'aquest centre depenent de la Universitat de Barcelona des d'on es coordinen els treballs d'investigació de camp amb primats.

### Activitat docent
A la seva darrera etapa, era professor titular del departament de Psiquiatria i Psicobiologia Clínica de la universitat de Barcelona.
Ha estat director d'una desena de tesis doctorals a la Universitat Autònoma de Madrid i la Universitat de Barcelona relacionades amb les investigacions dels primats de Veracruz.
Ha format part del consell científic de diferents estudis de postgrau internacionals, com els de "Comportamento Animal e Primatologia. Portugal – México 2008-2009".

## Altres activitats
Joaquim Veà era una persona polifacètica, àvid lector i preocupat per la societat que l'envolta. Va ser capaç de combinar l'activitat com a bomber voluntari amb accions divulgatives sobre comunicació humana. La seva inquietud cultural el va fer vincular-se al Centre d'Estudis Sitgetans des de la seva fundació l'any 1975, i va ser vocal de l'entitat l'any 1992.
La fotografia com a eina bàsica per a qualsevol investigador ha estat transformada per Joaquim Veà en una de les seves passions i ha convertit en art el que ja només tenia valor funcional o científic. En aquest vessant, el científic es presentava amb el pseudònim de Ricard Baró. Havia realitzat diverses exposicions a Sitges, Barcelona i a Mèxic, on va comptar amb el suport de Rosa María López, directora de la Fototeca Juan Malpica Mimendi del port de Veracruz, a la qual va conèixer en un dels seus viatges i que posteriorment va ser la seva esposa. Dedicat a la fotografia des dels anys 1980 va passar de l'analògic al digital on va desenvolupar un estil basat en el tractament digital i la saturació del color per a aconseguir imatges màgiques.
Va freqüentar la fotografia de nu femení, i especialment la fotografia de natura de la selva de Veracruz. En una exposició realitzada a Xalapa sota el títol "Nua tremolor d'arbres prims", Ricard Baró fa servir les seves imatges per denunciar la pressió humana sobre la selva que observava a les seves investigacions:

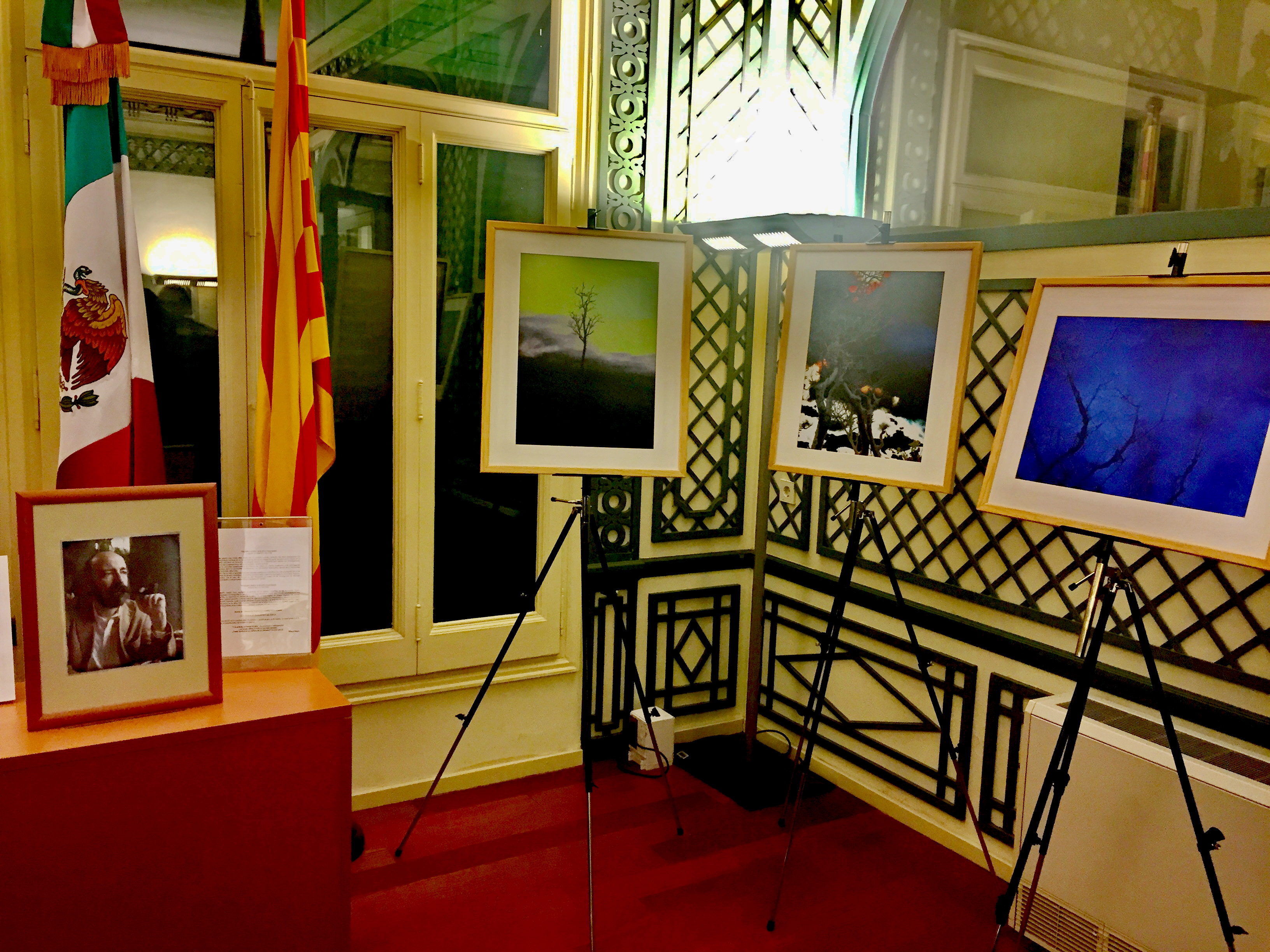
Exposició fotogràfica de Joaquim Vea i Baró al consulat de Mèxic a Barcelona. Desembre-2015

| «             | "Els arbres sostenen el cel" deien els nostres avantpassats i ja sabeu, ara el cel se'ns està caient. Pot mostrar-se la bellesa d'un desastre? Crec que sí. | » |
| — Ricard Baró | |   |

La darrera exposició feta el desembre de 2015 al consolat de Mèxic a Barcelona, quan Veà estava en una fase avançada del càncer que acabaria amb la seva vida, va ser un reconeixement molt especial de les autoritats mexicanes a la seva implicació professional durant els darrers 15 anys amb l'estat de Veracruz i la seva reserva natural.

## Llibres publicats
- Veà Baro, J.J.. Cociente intelectual y diferencias individuales (en castellà).  Oikos-Tau, 1982. ISBN 84-281-0508-1.
- Veà Baró, J.J.; Colell, Montserrat. Etologia.  Universitat de Barcelona, 1997. ISBN 84-922004-5-6.
- Sabater Pi, Jordi; Veà i Baró, J.J.. Nest-building and population estimates of the bonobo from the Lokofe-Lilungu-Ikomaloki Region of Zaire (en anglès), 1990.
- Sabater Pi, Jordi; Veà i Baró, J.J.. Estudio eto-ecológico del chimpance bonobo (Pan paniscus) de la región de Lokofe-Lilungu-Ikomakoli (Dist. de Ikela) Zaire (en castellà), 1990.
- Veà i Baró, J.J.; Sabater Pi, Jordi. Técnicas para el estudio de los primates en su habitat natural (en castellà).  Universitat de Barcelona. Departament de Psiquiatria i Psicobiologia Clínica, 1995.
- Veà i Baró, J.J.; Colell Mimó, Montserrat. Etologia.  Edicions Universitat Barcelona, 1997. ISBN 9788492200450 [Consulta: 23 desembre 2015].
- Veà i Baró, J.J.; Sabater i Pi. «Técnicas para el estudio de la conducta de los primates en su habitat natural». A: Observación en etología (animal-humana) (en castellà).  Edicions Universitat Barcelona, 1999. ISBN 9788483381113 [Consulta: 23 desembre 2015].
- Martínez Contreras, Jorge; Veà i Baró, J.J.. Primates : evolución, cultura y diversidad : homenaje a Jordi Sabater Pí (en castellà).  México, D.F.: Centro de Estudios Filosóficos, Políticos y Sociales Vicente Lombardo Toledano, 2002.
- Veà i Baró, J.J.. Primates: Origin, Evolution and Behaviour (en anglès).  Parc Científic de Barcelona, 2003. ISBN 9788460766360.